# União das Freguesias de Alfundão e Peroguarda
União das Freguesias de Alfundão e Peroguarda, kurz Alfundão e Peroguarda ist eine Gemeinde (Freguesia) in der portugiesischen Region Alentejo. Sie gehört zum Landkreis (Concelho) von Ferreira do Alentejo, im Distrikt Beja.
Auf einer Fläche von 88,33 km² leben hier 1.227 Einwohner (Zahlen nach Stand vom 30. Juni 2011). 
Die Gemeinde entstand am 29. September 2013 im Zuge der administrativen Neuordnung in Portugal aus dem Zusammenschluss der Gemeinden Alfundão und Peroguarda. Sitz wurde Alfundão.